# Ludvik Kuba
Ludvik Kuba (češ. Ludvík Kuba; Podjebradi, 16. april 1863 — Prag, 30. novembar 1956) bio je češki slikar, muzičar, pisac i profesor Umetničke akademije u Pragu. Bio je jedan od postimpresionista i sakupljač narodnih pesama.

## Biografija
Ludvik Kuba se rodio kao drugo od trinaestoro dece Ludvika Kube i Ane rodj. Miškovske. Studirao je na muzičkoj školi u Pragu (orgulje) a  pohađao je i privatne časove slikanja. Primljen je na Umetničku akademiju u klasi Maksa Pirnera (1891-1893). Zatim je studirao na Julijanskoj Akademiji u Parizu (1893-95) i školi Anton Ažbe u Minhenu tokom (1895-1904). Svoj život je posvetio slikanju, skupljanju narodnih pesama (na primer Slovanstvo ve svých písních - „Sloveni i njihove pesme“ i zapisao 4.000 pesama) i pisanju o narodnoj tradiciji. Njegov umetnički stil je bio visoko cenjen u okviru impresionizma a uglavnom je slikao pejzaže (omiljeni motivi su mu bili Južnočeški kraj), portrete (na primer Jožef Svatopolk Makar) i mrtva priroda (na primer „Crvene begonije“).
Za svoj stručni rad na polju etnologije dobio je 1936. godine  titulu doktora na Karlovom Univerzitetu u Pragu a od 1937. je postao stalni član Češke akademije.
Nosilac je brojnih priznanja u Češkoj i inostranstvu. 1923. godine je dobio Orden Svetog Save a od 1935 je članem JAZU u Zagrebu.

## Putovanja
Kuba je kao izraziti panslavista  krajem 19 i početkom 20 veka putovao Balkanom i posmatrao lokalne kulture i detaljno opisivao lokalne običaje, istoriju i osećanja ljudi. Prvo putovanje van Češke je poduzeo 1885 godine u Slovačku a  potom slede
- 1886 Lužice, Galicija i Ukrajina
- 1887 Rusija
- 1888-1893 jugoslovenske zemlje (uglavnom Crna Gora i Bosna i Hercegovina)
- 1922-1924 Lužice
- 1925 i 1928 Srbija i Makedonija
- 1929 Slovačka, Bugarska i potkarpatska Rusija

Svoju svestranost i nadarenost je iskoristio da bi sakupio što vise pesama a veliki broj svojih ilustracija  koristio je u  feljtonima koje je objavljivao u češkim časopisima Květi, Osvěta, Lumir, Narodní Listy, Zlata Praha, Slovanský sborník i Časopis českého muzea.

## Dela
- Cesty za slovanskou písní (1933-35)
- Slovanstvo ve svých zpěvech (1925)
- Zashla paleta, Statní nakladatelství krásné literatury , hudby a umění, Praha (1955)
- Čtení o Dalmacii (1926)
- Čtení o Starém Srbsku (1926)
- Čtení o Bosně a Hercegovině (1926)
- Čtení o Makedonii (1926)